# Marts Peak
Der Marts Peak ist ein 4551 m hoher, kleiner und scharfgratiger Berggipfel im westantarktischen Ellsworthland. Er ragt am südöstlichen Rand des Gipfelplateaus des Vinson-Massivs 4,3 km ostnordöstlich des Mount Vinson in der Sentinel Range des Ellsworthgebirges auf.
Das Advisory Committee on Antarctic Names benannte ihn 2006 nach dem US-amerikanischen Bergsteiger Brian Marts, Mitglied der American Antarctic Mountaineering Expedition (1966–1967), bei der die Erstbesteigung des Vinson-Massivs und weiterer hoher Berge in der Sentinel Range gelang.